# Ванвайль
Ванвайль (нем. Wannweil) — община в Германии, в земле Баден-Вюртемберг. 
Подчиняется административному округу Тюбинген. Входит в состав района Ройтлинген.  Население составляет 5149 человек (на 31 декабря 2010 года). Занимает площадь 5,34 км².

Ратуша